# Holomelina trigonifera
Holomelina trigonifera är en fjärilsart som beskrevs av William Schaus 1901. Holomelina trigonifera ingår i släktet Holomelina och familjen björnspinnare. Inga underarter finns listade i Catalogue of Life.